# Eberbach-Wœrth
Eberbach-Wœrth ist ein Ortsteil von Gundershoffen, einer Gemeinde mit 3779 Einwohnern (Stand 1. Januar 2021) im Kanton Reichshoffen im Département Bas-Rhin in der Region Grand Est (bis 2015 Elsass).  in Frankreich.

## Geschichte

### Eberbach
Eberbach gehörte zum Amt Wörth, das im 13. Jahrhundert in der Herrschaft Lichtenberg entstanden war, 1480 an die Grafschaft Hanau-Lichtenberg und 1736 an die Landgrafschaft Hessen-Darmstadt fiel. Erst in dieser Zeit ist Ebersbach als Bestandteil des Amtes nachgewiesen. Zuvor gehörte es zum Amt Niederbronn und vor der hessen-darmstädtischen Zeit nicht zum Lichtenberger Besitz.
Mit dem durch die Französische Revolution begonnenen Umbruch wurden das Amt Wörth und damit auch Eberbach Bestandteil Frankreichs. 1798 hatte Eberbach 157 Einwohner.

### Eberbach-Wœrth
Zu einem späteren Zeitpunkt wurden  Eberbach und Wœrth zusammengelegt.
Zum 1. September 1973 wurde die bis dahin selbständige Gemeinden Eberbach-Wœrth mit einer Reihe weiterer Gemeinden und Wohnplätze nach Gundershoffen eingemeindet.